# Новосибірський район
Новосибірський район — муніципальне утворення в Новосибірській області Росії.
Адміністративний центр — місто Новосибірськ (не входить до складу району).

## Географія
Район розташований в східній частині Новосибірської області, з усіх боків примикаючи до міста Новосибірськ. Входить в Новосибірську агломерацію. Межує з Мошковським, Тогучинським, Іскітимським, Ординським, Коченевським і Коливанським районами Новосибірської області. Територія району за даними на 2008 рік — 222,3 тис. га, у тому числі сільгоспугіддя — 124,9 тис. га (56,2% всієї площі).

## Історія
Новосибірський район (включав на той момент місто Новосибірськ) утворений в 1929 році у складі Новосибірського округу Сибірського краю, з 1930 у складі Західно-Сибірського краю. В 1937 році район був включений у знову утворену Новосибірську область. У 1939 році зі складу району було виведене місто Новосибірськ, яке утворило самостійне адміністративно-територіальне утворення.

## Економіка
Провідною галуззю економіки району є сільське господарство. У 1950–1960 роках в районі створені спеціалізовані господарства з виробництва та забезпечення Новосибірська картоплею та овочами. Посівні площі в районі щороку зростають. У загальній їх структурі провідне становище займають зернові та зернобобові культури. В даний час в районі діють 17 акціонерних товариств, одне товариство, три підприємства обласного та федерального значення і одне підсобне господарство.
Промисловість району в основному виробляє продукцію, необхідну сільському господарству, будівельним організаціям та науковим установам. Район посідає перше місце в області по виробництву продукції підсобних цехів сільськогосподарських підприємств та обсягом капвкладень в агропромисловий комплекс.
Великий розвиток в районі отримала наука. В 1969 році Рада Міністрів СРСР прийняла постанову про створення під Новосибірськом Відділення Російської Академії сільськогосподарських наук. В даний час до його складу входять 29 НДІ, дві державні селекційні станції, 24 дослідно-сільськогосподарські станції, дев'ять науково-виробничих відділень, 60 дослідно-виробничих господарств та інші структури.

## Населення
| 2002     | 2009     | 2010     | 2011     | 2012     | 2013     | 2014     |
| -------- | -------- | -------- | -------- | -------- | -------- | -------- |
| 113 047  | ↗119 374 | ↘115 572 | ↗115 774 | ↗118 659 | ↗120 273 | ↗122 343 |
| 2015     | 2016     | 2017     | 2018     | 2019     |          |          |
| ↗124 049 | ↗126 557 | ↗128 716 | ↗132 517 | ↗137 987 |          |          |